# Alexa工具栏
Alexa Toolbar，是亞馬遜公司旗下Alexa Internet设计的一个瀏覽器說明物件，主要用于Alexa查閱网站的排名，可以说是一个方便用户瞭解網站價值的应用软件，小程序中带有广告过滤与搜索引擎等功能，2011年，据Alexa官方声称已经有5000多万用户下载了这个工具条。
有些人认为Alexa Toolbar是一个流氓软件，因为它會無視於各網站的意願，逕自公佈Alexa Internet在網路所搜集統計的資訊並轉化為網站排名。Alexa Toolbar并非强制用户安装，也非无法卸载，用户可以根据自己的喜好选择是否安装。

## 参看
- Alexa
- 流氓软件
- 间谍软件